# Марек Хамшик
Марек Хамшик (на словашки: Marek Hamšík) е бивш словашки полузащитник. Футболист на годината на Словакия за 2009, 2010 и 2013 г. 

## Клубна кариера

### В Словакия
Започва кариерата си в Юпие Подлавице, отбор от родния му град, Банска Бистрица.
През 2002 г. е привлечен от един от най-успешните словашки клубове – Слован Братислава. Там се играе главно в младежките формации, но записва и няколко мача за представителния тим на Слован.

### Бреша
На 17 години е привлечен от Бреша за 0,5 милиона евро. Първият му мач в Серия А е срещу Киево на 20 март 2005 г. В края на сезона Бреша изпада в Серия Б и прекарва следващите си два сезона с „Лъвицата“ в долната дивизия. През 2005-06 г. той изиграва 24 мача в лигата за Бреша, който завърши десети в първенството. В сезон 2006-07 отбелязва 10 гола в 40 мача.
След 20-годишен опит в професионалния футбол, през 2023 г. Марек Хамшик взема решение да прекрати футболната си кариера.

### Наполи
Хамшик изиграва първия си състезателен мач с Наполи на 15 август 2007 г. срещу Чезена в първия кръг на Купата на Италия; Наполи печели мача с 4-0, като Хамшик създава ситуацията за първия гол и вкарва втория. Първият си гол в Серия А на 16 септември 2007 г. в мач срещу Сампдория. Завършва първия си сезон с Наполи като голмайстор на клуба с девет гола от 37 мача.
През сезон 2008–09 отбелязва още девет гола във втория си сезон с клуба, завършвайки като голмайстор на Наполи за втора поредна година.

### Далиан Про
На 14 февруари 2019 г., след единадесет и половина години престой в Наполи, подписва договор с китайския клуб Далиан Про за сумата от 13 милиона евро. На 3 март, в мача на откриването на сезон 2019 на китайската Суперлига, Хамшик дебютира в клуба при равенство 1–1 като гост срещу Хенан.

### ИФК Гьотеборг
На 8 март 2021 г. Хамшик се присъединява към шведския като свободен агент с ИФК Гьотеборг. Прави дебюта си за Гьотеборг на 19 април в мач от лигата срещу АИК Футбол, заменяйки Симон Терн в 73-ата минута при победа с 2-0. Той отбеляза първия си и единствен гол за клуба на 17 май при равенство 2:2 с ИК Сириус със зрелищен удар от полуволе, с който спечели и гол на сезона в Алсвенскан.

### Трабзонспор
На 8 юни 2021 г. подписва 2-годишен договор с турския клуб Трабзонспор. В дебютния си мач за отбора Хамшик се разписва в двубой в Суперлигата, който завършва с победа с 5:1 над Йени Малатияспор на 16 август.

## Национален отбор
Дебютира за представителния отбор на Словакия на 7 февруари 2007 г., в приятелски мач срещу Полша. Става редовен избраник в стартовата единадесеторка за евроквалификациите за Евро 2008. Един от най-важните и добри играчи в състава, Хамшик е избран за капитан на словашкия отбор за Световното първенство в РЮА.